# タイン川
タイン川（タインがわ、River Tyne、 [ˈtaɪn] ( 音声ファイル)）は、イギリスのノース・イースト・イングランドを流れる川。
人造湖キールダー・ウォーター（Kielder Water）を水源として、隣接する植林地キールダー・フォレスト（Kielder Forest）、ベイリンジャム村（Bellingham、ノーサンバーランド）を流れる北タイン川と、カンブリアのアルストン（Alston）に源を発し、ハルトウィッスル（Haltwhistle ）やヘイドン・ブリッジ村（Haydon Bridge）、ハドリアヌスの壁付近を通る南タイン川がノーサンバーランドのヘクサム（Hexham）で合流して生まれる。
コーブリッジ（Corbridge）、ゲイツヘッド、ニューカッスル・アポン・タインを経て、北海にそそぐ。